# Panzhihua
Panzhihua (kinesisk skrift: 攀枝花; pinyin: Pānzhīhūa) er en by på præfekturniveau i provinsen Sichuan i det vestlige Kina. Det har et areal på 7.440.398 km2 Befolkningen anslås til 1.100.800 mennesker (2007).

## Administrative enheder
Bypræfekturet Panzhihua har jurisdiktion over 3 distrikter (区 qū) og 2 amter (县 xiàn).
| Kort                | Kort    | Kort   | Kort         | Kort                   | Kort        | Kort      |
| ------------------- | ------- | ------ | ------------ | ---------------------- | ----------- | --------- |
| Kort over Panzhihua |         |        |              |                        |             |           |
| #                   | Navn    | Hanzi  | Pinyin       | Befolkning (2004 est.) | Areal (km²) | Indb./km² |
| Distrikter          |         |        |              |                        |             |           |
| 1                   | Dong    | 东区   | Dōng Qū      | 320.000                | 167         | 1.916     |
| 2                   | Xi      | 西区   | Xī Qū        | 160.000                | 124         | 1.290     |
| 3                   | Renhe   | 仁和区 | Rénhé Qū     | 200.000                | 1.727       | 116       |
| Amter               |         |        |              |                        |             |           |
| 4                   | Miyi    | 米易县 | Mǐyì Xiàn    | 200.000                | 2.153       | 93        |
| 5                   | Yanbian | 盐边县 | Yánbiān Xiàn | 200.000                | 3.269       | 61        |

## Historie og geografi
Området har gennemgået en række administrative grænseændringer. Det har i sin helhed kun tilhørt provinsen Sichuan siden 1955.
Nogle dele af Panzhihua var tidligere del af provinsen Yunnan. De er i dag i bydistriktet Renhe. Da Republikken Kina oprettede provinsen Xikang den 1. januar 1939, blev det som nu er amterne Miyi og Yanbian del af denne provins. I oktober 1955 blev Xikang opløst som provins af Folkerepublikken Kinas regering, og de aktuelle områder lagt tilbage til Sichuan.
Panzhihua er et område rigt på naturressourcer, men var relativt øde indtil 1960'erne. Byen, som blev grundlagt med navnet Dukou i 1965, fik stålindustri i 1966, og voksede hurtigt og var relativt velhavende mens resten af landet fik en kraftig nedtur grundet kulturrevolutionen. Byen fik senere navnet Panzhihua, som var et tidligere områdenavn, og har Sydvestkinas største stålkompagni, som på engelsk kaldes Panzhihua Iron and Steel (Group) Co, og i Kina er bedst kendt under forkortelsen Pangang.
Området har rester af de gamle koglepalmeskove som var habitat til pandaen.
Panzhihua er stærkt industrialiseret, og præges af gigantiske miner. Det meste af det land som ikke er mineområder, har landbrug. Området har subtropisk klima.
Panzhihua har togforbindelse til Chengdu og Kunming, og har også en kommerciel flyveplads.

## Jordskælv i 2008
Panzhihua blev den 30. august 2008 kl. 16:31 ramt af et jordskælv (momentmagnitude: 6,1) som kostede op mod hundrede mennesker livet. Epicenteret var i grænseegnene mellem distriktet Renhe og amtet Huili i nabopræfekturet Liangshan Yi. Jordskælvet ramte også omliggende områder i provinserne Sichuan og Yunnan.
26°34′N 101°42′Ø / 26.567°N 101.700°Ø